# Rdestnica trawiasta
Rdestnica trawiasta (Potamogeton gramineus L.) – gatunek rośliny z rodziny rdestnicowatych. Występuje w strefie umiarkowanej na półkuli północnej. W Polsce rośnie w rozproszeniu w części niżowej.

## Morfologia

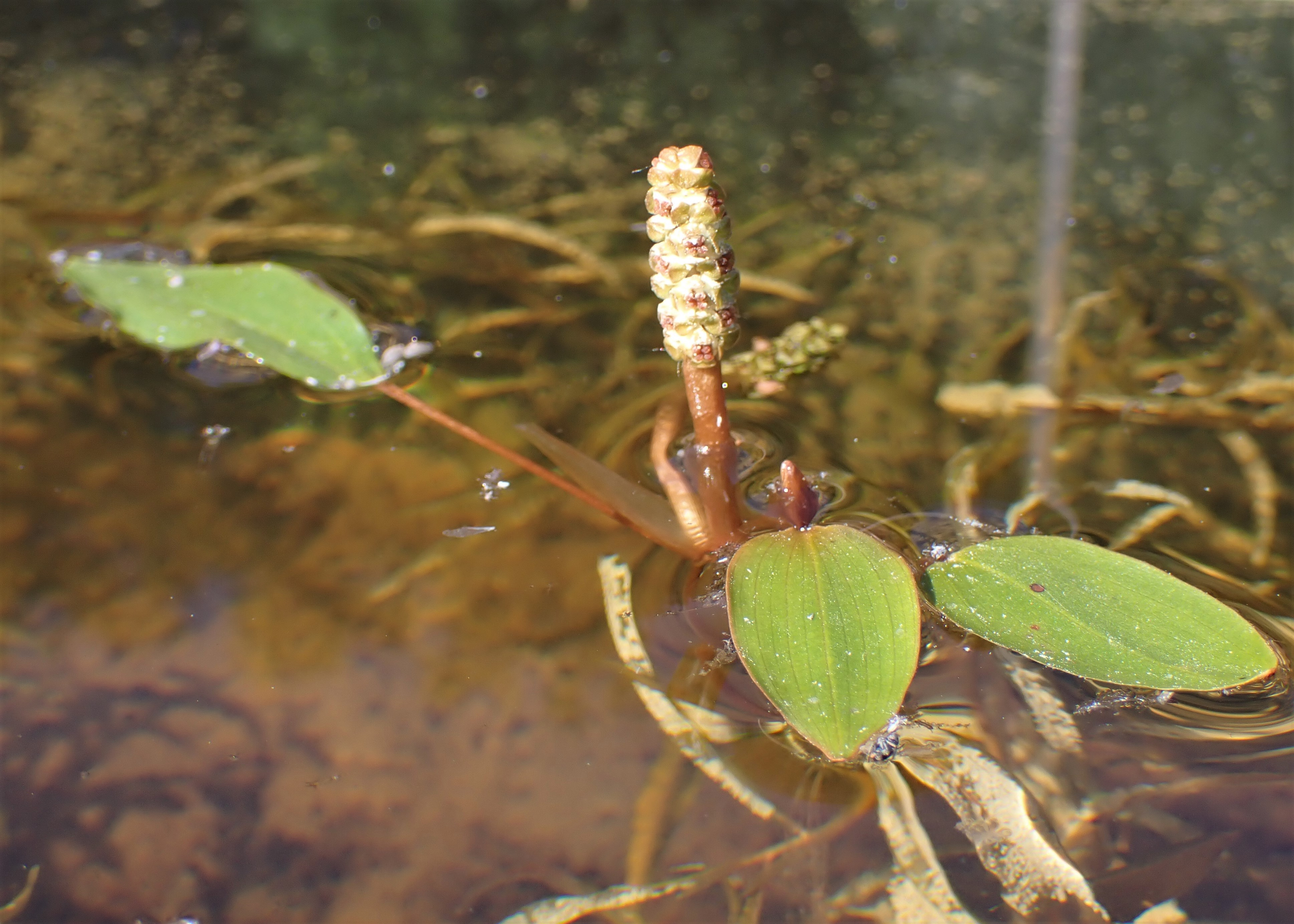
Kwiatostan i liście pływające

ŁodygaRozgałęziona, do 100 cm długości i szerokości ok. 1 mm.
LiścieDwa rodzaje liści: zanurzone i pływające. Liście zanurzone wąskolancetowate, siedzące, z szorstkim brzegiem i zaostrzonym szczytem, z wyraźną środkową siateczką nerwów. Liście pływające jajowate, skórzaste, o długości około 4 cm i szerokości około 1,5 cm, z ogonkiem o długości około 7 cm. Języczek liściowy bardzo wąski, zaostrzony.
KwiatyZebrane w kłosy o długości około 3 cm. Szypuły o długości około 4 cm, zgrubiałe w górnej części.
OwocDługości około 2 mm, jajowate, z tępym skrzydełkiem.

## Biologia i ekologia
Bylina, hydrofit. Kwitnie od czerwca do sierpnia. Rośnie w wodach. Liczba chromosomów 2n =52. Gatunek charakterystyczny zespołu Potametum graminei. W jeziorach środkowej i zachodniej Europy występuje w wodach o różnym stanie ekologicznym, ale jest jednym z gatunków najczęściej spotykanych w jeziorach bardzo płytkich o dobrym stanie.

## Zagrożenia i ochrona
Roślina umieszczona na polskiej czerwonej liście w kategorii VU (narażony). Znajduje się także w czerwonej księdze gatunków zagrożonych w kategorii LC (najmniejszej troski).